# Jonas Bager
Jonas Bager (Hadsten, 18 luglio 1996) è un calciatore danese, difensore dell'IFK Göteborg.

## Carriera

### Club
Cresciuto nel Randers, ha esordito con il club danese il 9 luglio 2015, nella partita di Europa League vinta per 3-0 contro il Sant Julià. Il 23 ottobre seguente viene definitivamente inserito nella rosa della prima squadra, firmando un biennale.
Il 1º settembre 2016 prolunga il proprio contratto fino al 2020.

### Nazionale
Ha giocato nelle nazionali giovanili danesi Under-16, Under-17, Under-18, Under-19, Under-20 ed Under-21.

## Statistiche

### Presenze e reti nei club
Statistiche aggiornate al 18 maggio 2019.
| Stagione        | Squadra         | Campionato      | Campionato | Campionato | Coppe nazionali | Coppe nazionali | Coppe nazionali | Coppe continentali | Coppe continentali | Coppe continentali | Altre coppe | Altre coppe | Altre coppe | Totale | Totale | Totale |
| Stagione        | Squadra         | Comp            | Pres       | Reti       | Comp            | Pres            | Reti            | Comp               | Pres               | Reti               | Comp        | Pres        | Reti        | Pres   | Reti   |        |
| --------------- | --------------- | --------------- | ---------- | ---------- | --------------- | --------------- | --------------- | ------------------ | ------------------ | ------------------ | ----------- | ----------- | ----------- | ------ | ------ | ------ |
| 2015-2016       | Randers         | SL              | 3          | 0          | CD              | 2               | 0               | UEL                | 1                  | 0                  | -           | -           | -           | 6      | 0      |        |
| 2016-2017       | Randers         | SL              | 16+9       | 0          | CD              | 3               | 0               | -                  | -                  | -                  | -           | -           | -           | 28     | 0      |        |
| 2017-2018       | Randers         | SL              | 19+5       | 1          | CD              | 2               | 0               | -                  | -                  | -                  | -           | -           | -           | 26     | 1      |        |
| 2018-2019       | Randers         | SL              | 25+8       | 1          | CD              | 1               | 0               | -                  | -                  | -                  | -           | -           | -           | 34     | 1      |        |
| Totale Randers  | Totale Randers  | Totale Randers  | 85         | 2          |                 | 8               | 0               |                    | 1                  | 0                  |             | -           | -           | 94     | 2      |        |
| Totale carriera | Totale carriera | Totale carriera | 85         | 2          |                 | 8               | 0               |                    | 1                  | 0                  |             | -           | -           | 94     | 2      |        |

## Palmarès

### Club

#### Competizioni nazionali
- Division 1B: 1

Union Saint-Gilloise: 2020-2021